# Anelaphus rotundus
Anelaphus rotundus es una especie de escarabajo longicornio del género Anelaphus, categorizada en la tribu Elaphidiini, de la subfamilia Cerambycinae. Fue descrita por Vlasák & Santos-Silva en 2020.

## Descripción
Mide 16,3 mm de longitud.

## Distribución
Se distribuye por Honduras.